# Ilir Shaqiri
Ilir Shaqiri (* 12. April 1973 in Tirana) ist ein albanisch-italienischer Balletttänzer, Choreograf, Tanzpädagoge, künstlerischer Leiter und Fernsehmoderator. Er war Juror in der albanischen Ausgabe von Dancing with the Stars und gewann 2022 die erste Staffel von Big Brother VIP Albania.

## Leben

### Herkunft und Ausbildung
Ilir Shaqiri wurde in eine Tänzerfamilie geboren: Sein Vater Estref Shaqiri war Solotänzer am Nationaltheater für Oper und Ballett in Tirana, seine Mutter Mukades Erebara war Primaballerina am selben Haus. Bereits mit zehn Jahren begann Shaqiri seine Ballettausbildung an der Nationalen Ballettschule in Tirana. Mit 18 Jahren wurde er Solotänzer des nationalen Ensembles.
1991 verließ er Albanien und ging nach Skopje, wo er seine Ausbildung am dortigen Opern- und Balletttheater fortsetzte. Aufgrund mangelnder Anerkennung emigrierte er 1992 nach Italien, um dort seine Karriere weiterzuverfolgen.

### Persönliches
Im Jahr 2000 lernte Shaqiri die italienische Schauspielerin Emanuela Morini bei einer Fernsehsendung in Mailand kennen. Nach über zwanzig gemeinsamen Jahren heiratete das Paar und lebt heute mit seiner Tochter Emily in Rom.

## Wirken

### Bühne und Choreografie
Shaqiris frühe Engagements umfassten Rollen in klassischen Balletten wie Der Nussknacker, Schwanensee, Giselle, Don Quijote und Carmina Burana, die in Skopje aufgeführt wurden. In Italien trat er in Musiktheaterproduktionen wie Rugantino und Il silenzio dei sogni auf.
Als Choreograf war er an verschiedenen Fernseh- und Bühnenprojekten beteiligt, darunter Giulietta e Romeo, La città dell’utopia, Telethon 2008 und Dance Dance Dance. Auch für Werbekampagnen u. a. von Mazda und ENI Energia übernahm er die künstlerische Leitung.
2003 wurde er vom damaligen Präsidenten Albaniens zum „Botschafter Albaniens in der Welt“ ernannt. 2006 erhielt er vom italienischen Magazin TV-Radio Corriere den Preis als „Bester Fernsehstar“.

### Fernsehen
Seit den frühen 2000er Jahren trat Shaqiri regelmäßig im italienischen Fernsehen auf, u. a. in Sendungen wie Amici, C’è posta per te, La Corrida, Buona Domenica und Saranno Famosi.
Zwischen 2012 und 2018 war er Jurymitglied der albanischen Version von Dancing with the Stars auf dem Fernsehsender Vizion Plus.
2022 nahm er an der ersten Staffel von Big Brother VIP Albania teil und wurde am Top-Channel-Sender zum Sieger gekürt. Im Jahr 2025 moderierte er gemeinsam mit anderen Künstlern die Talentshow Yjet Shqiptarë të Diasporës („Albanische Stars der Diaspora“) bis ins Finale auf Top Channel.
Daneben gründete er die Tanzakademie Étoile d’Ilir, die junge Tänzerinnen und Tänzer in Italien und Albanien ausbildet.